# A142 road
Die auch als Ireton’s Way bekannte A142 road (englisch für Straße A142) ist eine als Primary route ausgewiesene Fernverkehrsstraße in England, die von Newmarket an der A1304 road über die Umgehungsstraße (bypass) der A11 road und der A14 road nach Nordosten an Soham und südlich an der Kathedralstadt Ely vorbei, bei der die A10 road gekreuzt wird, über Mepal nach Chatteris führt, wo sie auf die von Huntingdon kommende A141 road trifft und an dieser endet.